# Katrina Scott (tenista)
Katrina Scott (Los Ángeles, California, 11 de junio de 2004) es una tenista estadounidense.

## Carrera
Scott debutó en el WTA Tour, en el Torneo WTA de San José 2019, donde perdió en primera ronda contra Tímea Babos.
En 2020 participó en Grand Slam en el US Open. En primera ronda del torneo derrotó a Natalia Vijliántseva, pero perdió en segunda ronda contra Amanda Anisimova.
Disputó el Masters de Miami 2021, donde perdió en primera ronda contra Sorana Cîrstea.